# Alborz
Alborz (em persa: استان البرز; romaniz.: Ostan-e Alborz) é uma província do Irã com capital em Caraje. Possui 5 122 quilômetros quadrados e segundo censo de 2019, tinha 2 865 000 residentes. Se divide em 6 condados. Era, até 25 de junho de 2010, parte da província de Teerã que foi dividida por decisão do Parlamento do Irã.